# Bauvin
Bauvin é uma comuna francesa na região administrativa de Altos da França, no departamento do Norte. Estende-se por uma área de 3.85 km². Em 2010 a comuna tinha 5 174 habitantes (densidade: 1 343,9 hab./km²).